# Érzékelő
Az érzékelő vagy szenzor olyan elem, amely egy mérendő tulajdonságtól függő jelet szolgáltat. A mérendő tulajdonság és a jel egyaránt lehet fizikai, kémiai, biológiai stb. jellegű. Fontos, hogy a mérendő tulajdonság, és az érzékelő által szolgáltatott jel egymásnak kölcsönösen egyértelmű függvényei legyenek.
Az érzékelő és a szenzor megnevezés egyaránt használatos a magyar nyelvű szakirodalomban, ezen cikkben is azonos értelemben fordul elő a két változat.

## Az érzékelő ismérvei
- A mérendő tulajdonság megváltozására a lehető legnagyobb mértékben érzékeny.
- Minden mással szemben minél kevésbé érzékeny.
- Nem befolyásolja a mérendő tulajdonságot.

## Irányításelméleti megközelítés
Irányításelméleti szempontból az érzékelő tekinthető egy olyan rendszernek, melynek a bemenete a mérendő tulajdonság (illetve ennek az értéke), a kimenete pedig az érzékelő által szolgáltatott jel. Így az érzékelőhöz, mint rendszerhez, rendelhető egy rendszermodell, mely felhasználható az érzékelő tulajdonságainak vizsgálata során.

## Az érzékelők tulajdonságai
Az érzékelő legfontosabb jellemzője, hogy milyen kapcsolatot teremt a mérendő tulajdonság és a szolgáltatott jel között. Mivel általában a mérendő tulajdonság értékének időbeli alakulását kívánjuk meghatározni, a jel értékét a tulajdonság értéke mellett az idő függvényében is vizsgálni kell. A kapcsolatokat a karakterisztikákkal lehet megadni és szemléltetni. Egyszerűsíti a leírást, ha első lépésben az időbeli alakulást nem vesszük figyelembe, azaz statikus karakterisztikát vizsgálunk.

### Statikus tulajdonságok és statikus karakterisztika
A statikus karakterisztika nem más, mint a szenzornak, mint rendszernek a stacioner karakterisztikája, azaz egy függvény, mely megadja a mérendő tulajdonság értékének függvényében a szolgáltatott jel stacioner (beállás utáni) értékét (az időbeli változást figyelmen kívül hagyjuk).
Leggyakrabban y-nal jelölik a jel értékét (illetve itt most a jel stacioner értékét) és x-szel a tulajdonság értékét, így a statikus karakterisztika a
| {\displaystyle y=f(x)\,} |

függvény.
A fenti függvény ideális esetben lineáris, a gyakorlatban azonban a statikus karakterisztika eltér ettől.

#### Érzékenység
A stacioner karakterisztika ismeretében megvizsgálhatjuk, hogy a mérendő tulajdonság értékének {\displaystyle \Delta x} megváltozása esetén mekkora a jel {\displaystyle \Delta y} megváltozása. A két megváltozás közötti kapcsolatot az érzékenység adja meg, mely az alábbi módon írható fel:
| {\displaystyle S=\lim _{\Delta x\rightarrow 0}{\frac {\Delta y}{\Delta x}}={\frac {dy}{dx}}\,} |

Tehát az érzékenység nem más, mint a statikus karakterisztika mért tulajdonság szerinti deriváltja.
Amennyiben a statikus karakterisztika nemlineáris, úgy az érzékenység értéke nem állandó, hanem függ a mérendő tulajdonság értékétől.
Az érzékenységből kiindulva további szenzorjellemzőket lehet bevezetni.

#### Méréstartomány
Valódi érzékelők esetében tehát az érzékenység függ a mért tulajdonságtól. Ezen függés vizsgálata azért szükséges, mert a gyakorlatban általában létezik egy minimálisan szükséges, vagy előírt érzékenység, és előfordulhat, hogy a szenzor a mért tulajdonság bizonyos értékei esetén nem rendelkezik ezzel az érzékenységgel.
A szenzor méréstartományának a mért tulajdonság értékének azon intervallumát értjük, melyen a szenzor érzékenysége a minimálisan elvárt érzékenységet eléri.
| {\displaystyle [x_{min};x_{max}],\ ha\ x_{min}\leq x\leq x_{max}\ \Rightarrow \ S(x)>S_{min}\,} |

#### Feloldás
Bizonyos szenzorfajtáknál előfordulhat, hogy a szenzor nem képes reagálni a mért mennyiség tetszőlegesen kicsi megváltozására, illetve a kimenőjel csak diszkrét értékeket vehet fel. Ilyenkor a statikus karakterisztika „lépcsőzetes”.
Jó példa a lépcsőzetes karakterisztikára a huzalpotenciométerek esete.

### Dinamikus tulajdonságok
Dinamikus tulajdonságok alatt a szenzor időbeli viselkedésének jellemzőit értjük. Ezek megadásának egyik legegyszerűbb módja az érzékelő átviteli függvényének felírása. Ebből megállapítható többek között az érzékelőre jellemző időállandók nagysága, az érzékelő érzékenysége, holtideje stb.

#### Sávszélesség
Az érzékelő időállandóival áll szoros kapcsolatban a sávszélesség, amely a mért jellemző azon frekvenciatartományát jelöli, melyben az érzékelő képes követni a mért jellemző értékének változását.

### Az érzékelőknél előforduló fontosabb hibafajták
A szenzorok esetében a hiba azt jelenti, hogy a mért mennyiség és kimenő jel által reprezentált érték nem egyenlő. Hiba számos formában jelentkezhet, az alábbiak a gyakrabban előforduló hibák:

#### Tranziens hiba
A tranziens hiba akkor jelentkezik, amikor az érzékelő nem képes követni a mért mennyiség értékének hirtelen megváltozását. Ezen hibafajta jellemzője, hogy amint az érzékelő „beáll” (azaz utoléri a mért mennyiséget), megszűnik.

#### Hiszterézis
A hiszterézis szenzorok esetében azt jelenti, hogy az érzékenységük, a mért jellemző növekedése, és csökkenése esetén nem azonos. Egy reed relé esetében például a kapcsolat zárva tartásához szükséges fluxus töredéke, az összekapcsoláshoz szükségesnek, tehát közelítéskapcsolóként sokkal nagyobb távolságban bont, mint amekkora távolságból bekapcsolt.

#### Zaj
Zajnak nevezzük a szenzor működése során a jelben megjelenő véletlenszerű ingadozást, melyet nem a mérendő tulajdonság változása, hanem a szenzor működése vált ki.

### Az ideális érzékelő tulajdonságai
Az ideális szenzor statikus karakterisztikája lineáris, a karakterisztika meredeksége a szenzor érzékenysége (mely a linearitásból kifolyólag a mért mennyiségtől független), y-tengelymetszete, a nullponti hiba pedig nulla:
| {\displaystyle y=Sx\,} |

Emellett az ideális szenzor érzékenysége kellően nagy, és ebből, valamint a linearitásból következően a méréstartománya végtelen nagy és feloldása végtelenül kicsi.
Az ideális szenzor dinamikus tulajdonságai is idealizáltak. A mért mennyiség változására azonnal reagál, azaz nincs tranziens hibája, sávszélessége végtelen nagy, nem kúszik a kimenő jel, nincs hiszterézise, és belső működése nem kelt zajt a kimenő jelben.

### A reális érzékelők tulajdonságai, illetve jellemző hibái
A technikailag kivitelezhető érzékelők statikus karakterisztikája általában nemlineáris, illetve csak egy bizonyos tartományon tekinthető annak, következésképpen az érzékenységük sem állandó. Méréstartományuk, sávszélességük, feloldásuk pedig fizikai korlátaikból kifolyólag véges, működésük közben tranziens hiba, illetve zaj keletkezik.

## Az érzékelők csoportosítása a mérési elv, vagy a felhasznált jelenség alapján

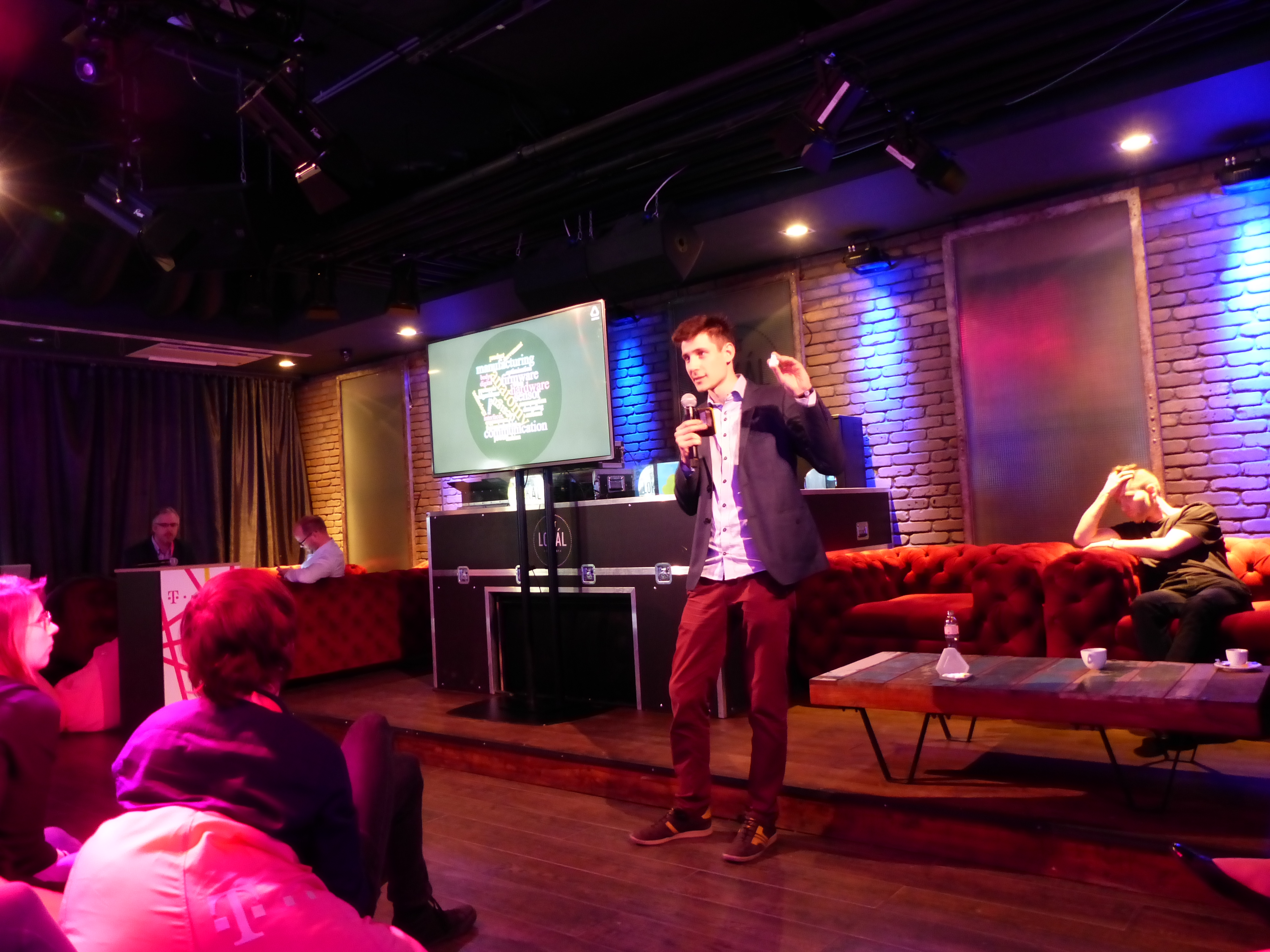
Digitális mozgáskövető szenzor bemutatása - SMART 2017 Konferencia

Az érzékelők csoportosíthatók aszerint, hogy milyen jelenség alapján működnek. Egy méréseknél felhasználható jelenség az ellenállásváltozás, mert az a megfelelő kialakítás esetén lehet hőmérsékletfügő, így készíthető ellenállásváltozáson alapuló hőmérő.
A gyakrabban felhasznált jelenségek:
1. Ellenállásváltozás
2. Kapacitásváltozás
3. Induktivitásváltozás
4. Indukció
5. Termofeszültség kialakulása
6. Piezoelektromos jelenség
7. Digitális kapcsolat

## Az érzékelők csoportosítása a mért tulajdonság alapján
A szenzorok csoportosíthatók az általuk mért fizikai, kémiai, biológiai mennyiségek alapján.

### Fizikai mennyiségek
| Pozíció és elmozdulás |                                        |
| Egyenes vonalú mozgásra vonatkozó | Forgómozgásra vonatkozó                |
| 1. egyenes vonalon mozgó csúszkájú potenciométer 2. megfelelően kialakított kapacitív érzékelők 3. induktivitásváltozáson alapuló érzékelők 4. differenciáltranszformátor                                                                         | 1. abszolút és inkrementális enkóderek |
| Sebesség és gyorsulás |                                        |
| Egyenes vonalú mozgásra vonatkozó | Forgómozgásra vonatkozó                |
| 1. tachométerek | 1. abszolút és inkrementális enkóderek |
| Közelítéskapcsolók |                                        |
| 1. mechanikus közelítéskapcsolók 2. örvényáramos közelítéskapcsolók 3. optikai közelítéskapcsolók 4. Hall-effektuson alapuló közelítéskapcsolók 5. Reed-relé 6. Induktív közelítéskapcsoló 7. Kapacitív közelítéskapcsoló 8. Fúvókás finomtapintó |                                        |
| Erő, nyomás, mechanikai feszültség és deformáció |                                        |
| 1. piezokristályos érzékelők 2. nyúlásmérő bélyeg 3. rugalmas elem + relatív elmozdulásmérő |                                        |
| Hőmérséklet |                                        |
| 1. termoellenállások 2. termisztorok 3. termoelemek 4. diódák és tranzisztorok speciális jellemzőit alkalmazó megoldások 5. bimetall + kapcsolóérintkező 6. bimetall + elmozdulás/elfordulásmérő                                                  |                                        |
| Mágneses tér indukciója |                                        |
| 1. Hall-effektuson alapuló érzékelők |                                        |

### Kémiai mennyiségek
| Koncentráció és aktivitás, pH         |
| 1. kombinált üvegelektród             |
| Turbiditás, folyadékok zavarossága    |
| 1. szórt és átmenő fényintezitásmérők |

### Egyéb jellemzők
| Szín                                                         |
| 1. Szűrővel kombinált fényintenzitás-mérő a három alapszínre |

## Lásd még
- Mechatronika
- Beavatkozó
- Átviteli függvény